# Nuoto ai Giochi della XXIX Olimpiade - 400 metri misti femminili

## Record
Prima di questa competizione, il record del mondo (WR) e il record olimpico (OR) erano i seguenti.
|  | 4'31"12 | Katie Hoff Stati Uniti | 29 giugno 2008 Omaha, Stati Uniti   |
|  | 4'33"59 | Yana Klochkova Ucraina | 16 settembre 2000 Sydney, Australia |

Durante l'evento sono stati migliorati i seguenti record:
| Data      | Evento | Atleta         | Nazione   | Tempo   | Record |
| --------- | ------ | -------------- | --------- | ------- | ------ |
| 10 agosto | Finale | Stephanie Rice | Australia | 4'29"45 |        |

## Batterie
Si sono svolte 5 batterie di qualificazione. Le prime 8 atlete si sono qualificate direttamente per la finale.
9 agosto 2008
| #  | Batteria | Corsia | Atleta                     | Nazionalità   | Tempo   | Note |
| -- | -------- | ------ | -------------------------- | ------------- | ------- | ---- |
| 1  | 3        | 4      | Elizabeth Beisel           | Stati Uniti   | 4:34.55 | Q    |
| 2  | 5        | 4      | Katie Hoff                 | Stati Uniti   | 4:34.63 | Q    |
| 3  | 3        | 5      | Alessia Filippi            | Italia        | 4:35.11 | Q    |
| 4  | 4        | 4      | Stephanie Rice             | Australia     | 4:35.11 | Q    |
| 5  | 3        | 3      | Yana Martinova             | Russia        | 4:36.25 | Q    |
| 6  | 4        | 3      | Li Xuanxu                  | Cina          | 4:36.35 | Q    |
| 7  | 4        | 5      | Kirsty Coventry            | Zimbabwe      | 4:36.43 | Q    |
| 8  | 5        | 5      | Hannah Miley               | Regno Unito   | 4:36.56 | Q    |
| 9  | 4        | 7      | Katarzyna Baranowska       | Polonia       | 4:36.95 |      |
| 10 | 4        | 1      | Katheryn Meaklim           | Sudafrica     | 4:37.11 |      |
| 11 | 3        | 7      | Maiko Fujino               | Giappone      | 4:37.35 |      |
| 12 | 5        | 3      | Katinka Hosszú             | Ungheria      | 4:37.55 |      |
| 13 | 5        | 2      | Zsuzsanna Jakabos          | Ungheria      | 4:37.86 |      |
| 14 | 5        | 7      | Mireia Belmonte            | Spagna        | 4:37.91 |      |
| 15 | 3        | 6      | Keri-Anne Payne            | Regno Unito   | 4:38.69 |      |
| 16 | 5        | 8      | Anja Klinar                | Slovenia      | 4:38.90 |      |
| 17 | 2        | 3      | Joanna Maranhão            | Brasile       | 4:40.18 |      |
| 18 | 2        | 7      | Sara Nordenstam            | Norvegia      | 4:40.28 |      |
| 19 | 4        | 6      | Camille Muffat             | Francia       | 4:40.29 |      |
| 20 | 3        | 8      | Tanya Hunks                | Canada        | 4:40.63 |      |
| 21 | 5        | 1      | Jessica Pengelly           | Sudafrica     | 4:41.04 |      |
| 22 | 3        | 1      | Samantha Hamill            | Australia     | 4:41.89 |      |
| 23 | 5        | 6      | Joanne Andraca             | Francia       | 4:43.88 |      |
| 24 | 3        | 2      | Helen Norfolk              | Nuova Zelanda | 4:44.22 |      |
| 25 | 2        | 5      | Liu Jing                   | Cina          | 4:44.96 |      |
| 26 | 4        | 2      | Saori Haruguchi            | Giappone      | 4:45.22 |      |
| 27 | 1        | 3      | Yoosun Nam                 | Corea del Sud | 4:46.74 |      |
| 28 | 4        | 8      | Alexa Komarnycky           | Canada        | 4:46.98 |      |
| 29 | 2        | 8      | Susana Escobar             | Messico       | 4:47.32 |      |
| 30 | 2        | 6      | Svetlana Karpeeva          | Russia        | 4:50.22 |      |
| 31 | 1        | 6      | Ting Wen Quan              | Singapore     | 4:51.25 |      |
| 32 | 2        | 2      | Katharina Schiller         | Germania      | 4:51.52 |      |
| 33 | 1        | 4      | Yih Wey Lew                | Malaysia      | 4:55.83 |      |
| 34 | 2        | 1      | Jördis Steinegger          | Austria       | 4:56.15 |      |
| 35 | 1        | 5      | Anna-Liisa Põld            | Estonia       | 4:58.21 |      |
| 36 | 2        | 4      | Georgina Bardach           | Argentina     | 5:00.87 |      |
| 37 | 1        | 7      | Nimitta Thaveesupsoonthorn | Thailandia    | 5:02.18 |      |
| 38 | 1        | 2      | Maroua Mathlouthi          | Tunisia       | NP      |      |

## Finale
10 agosto 2008
| Posizione | Atleta           | Paese       | Tempo      |
| --------- | ---------------- | ----------- | ---------- |
|           | Stephanie Rice   | Australia   | 4:29.45 WR |
|           | Kirsty Coventry  | Zimbabwe    | 4:29.89 AF |
|           | Katie Hoff       | Stati Uniti | 4:31.71    |
| 4         | Elizabeth Beisel | Stati Uniti | 4:34.24    |
| 5         | Alessia Filippi  | Italia      | 4:34.34 NR |
| 6         | Hannah Miley     | Regno Unito | 4:39.44    |
| 7         | Yana Martinova   | Russia      | 4:40.04    |
| 8         | Li Xuanxu        | Cina        | 4:42.13    |